# ジョー・アデル
ジョーダン・スコット・アデル（Jordon Scott Adell, 英語発音: /ˈd͡ʒɔ˞dən skɑt əˈdɛl/; 1999年4月8日 - ）は、アメリカ合衆国ケンタッキー州ルイビル出身のプロ野球選手（外野手）。右投右打。MLBのロサンゼルス・エンゼルス所属。

## 経歴

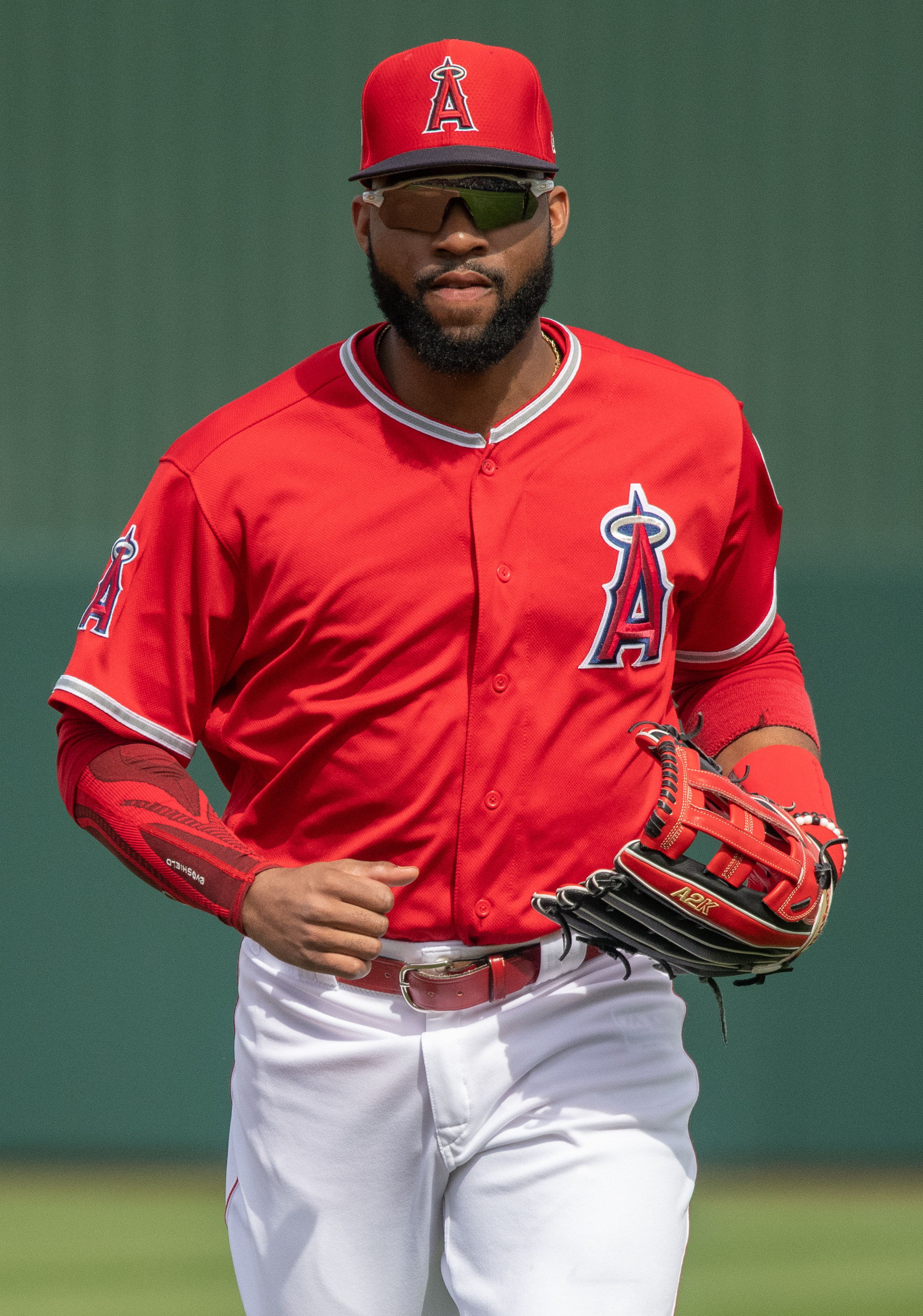
2019年

2017年のMLBドラフト1巡目（全体10位）でロサンゼルス・エンゼルスから指名され、プロ入り。
2018年はA級バーリントン・ビーズとA+級インランド・エンパイア・シックスティシクサーズでプレーしオールスター・フューチャーズゲームにアメリカ合衆国選抜として出場した。
2019年はA+級インランド・エンパイア、AA級モービル・ベイベアーズ、AAA級ソルトレイク・ビーズでプレーし、3球団合計で76試合に出場して打率.289、10本塁打、36打点、7盗塁を記録した。また、7月にはオールスター・フューチャーズゲームのアメリカンリーグ選抜に選出された。オフには11月に開催の第2回WBSCプレミア12・アメリカ合衆国代表に選出された。
2020年8月4日にメジャー契約を結んでアクティブ・ロースター入りし、同日のシアトル・マリナーズ戦に「7番・右翼手」で先発出場してメジャーデビューを果たし、初回の第一打席でジャスティン・ダンからメジャー初安打となる内野安打を記録した。また、29日のシアトル・マリナーズ戦で2回にジャスティス・シェフィールドからメジャー初本塁打を記録した。この年は打率.161、3本塁打と成績が低迷し、守備でも未熟なプレーが散見された。
2021年は傘下AAA級ソルトレイク・ビーズで開幕を迎え、8月2日にメジャー再昇格を果たした。怪我で離脱したジャスティン・アップトンに代わり主に左翼手を務め、打率.246、4本塁打、26打点を記録した。
2022年は開幕40人枠入りし、開幕前にDFAとなったジャスティン・アプトンに代わり主に左翼手を務めることになった。しかし守備に課題があることや、同じ外野手であるテイラー・ウォードやブランドン・マーシュの成長が著しく、彼らを先発出場させるとアデルの出場機会が限られることから、守備力の向上と出場機会の確保を図るため、5月3日に傘下AAA級ソルトレイク・ビーズに降格した。その後はメジャーへの昇格とマイナーへの降格を繰り返していたが、ブランドン・マーシュがフィラデルフィア・フィリーズにトレードされた夏以降は再びメジャーに定着し、この年新加入のミッキー・モニアックとともに左翼手として出場を続けた。

## エピソード
2021年8月25日の対ボルチモア・オリオールズ戦（オリオール・パーク・アット・カムデン・ヤーズ）では、ファンサービスで左翼席にボールを投げ込むも、そのボールがオリオールズファンの子どもが持っていた飲み物に直撃し、こぼれてしまう。すると、アデルは次の回の攻守交代時に、自らのサインバットを持って守備位置まで走って行き、飲み物がこぼれた子どもにそのバットをプレゼントした。更にその子どもから写真撮影を求められて一緒に写真に納まった。アデルの紳士的な振る舞いに感激したその子どもは、自身のTwitterで「ジョー・アデル選手、バットをありがとう！新しいお気に入り選手」とつぶやいた。

## 詳細情報

### 年度別打撃成績
| 年 度    | 球 団    | 試 合 | 打 席 | 打 数 | 得 点 | 安 打 | 二 塁 打 | 三 塁 打 | 本 塁 打 | 塁 打 | 打 点 | 盗 塁 | 盗 塁 死 | 犠 打 | 犠 飛 | 四 球 | 敬 遠 | 死 球 | 三 振 | 併 殺 打 | 打 率 | 出 塁 率 | 長 打 率 | O P S |
| -------- | -------- | ----- | ----- | ----- | ----- | ----- | -------- | -------- | -------- | ----- | ----- | ----- | -------- | ----- | ----- | ----- | ----- | ----- | ----- | -------- | ----- | -------- | -------- | ----- |
| 2020     | LAA      | 38    | 132   | 124   | 9     | 20    | 4        | 0        | 3        | 33    | 7     | 0     | 1        | 0     | 0     | 7     | 0     | 1     | 55    | 3        | .161  | .212     | .266     | .478  |
| 2021     | LAA      | 35    | 140   | 130   | 17    | 32    | 5        | 2        | 4        | 53    | 26    | 2     | 1        | 1     | 0     | 8     | 0     | 1     | 32    | 3        | .246  | .295     | .408     | .703  |
| 2022     | LAA      | 88    | 285   | 268   | 22    | 60    | 12       | 2        | 8        | 53    | 27    | 4     | 2        | 0     | 1     | 11    | 0     | 2     | 107   | 3        | .224  | .264     | .373     | .637  |
| 2023     | LAA      | 17    | 62    | 58    | 7     | 12    | 3        | 1        | 3        | 26    | 6     | 1     | 0        | 0     | 0     | 4     | 0     | 0     | 25    | 1        | .207  | .258     | .448     | .706  |
| 2024     | LAA      | 130   | 451   | 405   | 54    | 84    | 15       | 2        | 20       | 163   | 62    | 15    | 10       | 0     | 3     | 35    | 1     | 7     | 126   | 9        | .207  | .280     | .402     | .682  |
| MLB：5年 | MLB：5年 | 308   | 1070  | 985   | 109   | 208   | 39       | 7        | 38       | 375   | 128   | 22    | 14       | 1     | 4     | 65    | 1     | 13    | 345   | 22       | .211  | .268     | .381     | .649  |

- 2024年度シーズン終了時

### 年度別守備成績
| 年 度 | 球 団 | 左翼（LF） | 左翼（LF） | 左翼（LF） | 左翼（LF） | 左翼（LF） | 左翼（LF） | 中堅（CF） | 中堅（CF） | 中堅（CF） | 中堅（CF） | 中堅（CF） | 中堅（CF） | 右翼（RF） | 右翼（RF） | 右翼（RF） | 右翼（RF） | 右翼（RF） | 右翼（RF） |
| 年 度 | 球 団 | 試 合      | 刺 殺      | 補 殺      | 失 策      | 併 殺      | 守 備 率   | 試 合      | 刺 殺      | 補 殺      | 失 策      | 併 殺      | 守 備 率   | 試 合      | 刺 殺      | 補 殺      | 失 策      | 併 殺      | 守 備 率   |
| ----- | ----- | ---------- | ---------- | ---------- | ---------- | ---------- | ---------- | ---------- | ---------- | ---------- | ---------- | ---------- | ---------- | ---------- | ---------- | ---------- | ---------- | ---------- | ---------- |
| 2020  | LAA   | -          | -          | -          | -          | -          | -          | 4          | 11         | 0          | 1          | 0          | .917       | 34         | 61         | 2          | 2          | 0          | .969       |
| 2021  | LAA   | 25         | 45         | 0          | 0          | 0          | 1.000      | -          | -          | -          | -          | -          | -          | 19         | 37         | 2          | 0          | 1          | 1.000      |
| 2022  | LAA   | 69         | 99         | 4          | 4          | 0          | .963       | -          | -          | -          | -          | -          | -          | 15         | 40         | 1          | 1          | 1          | .976       |
| 2023  | LAA   | 2          | 6          | 0          | 0          | 0          | 1.000      | 7          | 20         | 0          | 0          | 0          | 1.000      | 9          | 14         | 0          | 0          | 0          | 1.000      |
| 2024  | LAA   | -          | -          | -          | -          | -          | -          | 4          | 6          | 0          | 0          | 0          | 1.000      | 119        | 228        | 3          | 4          | 0          | .983       |
| MLB   | MLB   | 96         | 150        | 4          | 4          | 0          | .975       | 15         | 37         | 0          | 1          | 0          | .974       | 196        | 380        | 8          | 7          | 2          | .982       |

- 2024年度シーズン終了時

### 記録
MiLB
- オールスター・フューチャーズゲーム選出：2回（2018年 - 2019年）

### 背番号
- 59（2020年）
- 7（2021年 - ）

### 代表歴
- 2019 WBSCプレミア12 アメリカ合衆国代表